# 黑边单鳍鱼
烏伊蘭擬金眼鯛，又稱黑梢單鰭魚，俗名三角仔、刀片，為輻鰭魚綱鱸形目擬金眼鯛科的其中一個種。

## 分布
本魚分布於印度太平洋區，包括東非、馬達加斯加、模里西斯、留尼旺、塞席爾群島、馬爾地夫、紅海、阿曼灣、阿拉伯海、斯里蘭卡、印度、孟加拉灣、安達曼海、泰國、緬甸、馬來西亞、菲律賓、越南、印尼、日本、韓國、台灣、中國沿海、新幾內亞、马里亚纳群岛、帛琉、密克羅尼西亞、馬紹爾群島、諾魯、斐濟群島、聖誕島、庫克群島、豪勳爵島、澳洲、新喀里多尼亞、東加、吐瓦魯、吉里巴斯、紐埃、萬那杜、薩摩亞群島等海域。

## 深度
水深1至35公尺。

## 特徵
本魚體呈淺茶色帶銀紫色，胸鰭基底有一黑斑，體高呈卵圓形，側扁，體被圓鱗，眼大。背鰭硬棘6枚、軟條8至10枚；臀鰭硬棘3枚、軟條38至43枚。體長可達20公分。

## 生態
本魚白天成群棲息在珊瑚礁或岩礁洞穴或下緣內凹處。屬夜行性魚類，夜間成群在水層中覓食浮游生物或底棲動物。

## 經濟利用
體非常側扁極亮麗的色澤，適合做觀賞魚，亦可食用，一般煮清湯。